# Reunion (Runaways)
"Reunion" (em português, "Reunião") é o piloto e o primeiro episódio da série de televisão norte-americana Runaways, baseada na equipe de super-heróis homônima da Marvel Comics. É situada no Universo Cinematográfico Marvel, compartilhando continuidade com os filmes e as outras séries de televisão da franquia. O piloto foi escrito pelos criadores da série Josh Schwartz e Stephanie Savage, com direção de Brett Morgen.
Rhenzy Feliz, Lyrica Okano, Virginia Gardner, Ariela Barer, Gregg Sulkin e Allegra Acosta estrelam como os Fugitivos, com Angel Parker, Ryan Sands, Annie Wersching, Kip Pardue, Ever Carradine, James Marsters, Brigid Brannagh, Kevin Weisman, Brittany Ishibashi e James Yaegashi estrelando como os pais deles, o Orgulho. Um piloto de uma série baseada em Runaways foi ordenado em agosto de 2016, com Schwartz e Savage em anexo. O elenco foi anunciado em fevereiro de 2017, com filmagem no final desse mês em Los Angeles e terminando em março. O diretor Brett Morgen se concentrou na diferenciação entre o mundo enérgico dos Fugitivos e o mundo mais estilístico do Orgulho.
"Reunion" foi lançado para streaming no Hulu em 21 de novembro de 2017.

## Enredo
Uma menina chamada Destiny é "resgatada" pela Igreja do Gibborim de dois bandidos, que na verdade estavam tentando salvá-la. Seis meses depois, os amigos Alex Wilder, Nico Minoru, Karolina Dean, Gert Yorkes, Chase Stein e Molly Hernandez se separaram desde a morte da irmã de Nico, Amy, dois anos antes. Alex usa uma reunião para o grupo dos pais, o Orgulho, para se aproximar dos outros, mas eles o ignora. Eles mais tarde mudam de ideia: Karolina remove sua pulseira da Igreja de Gibborim em uma festa, vê suas mãos brilhando e perde a consciência. Chase a resgata de ser estuprada; por isso, Chase deixa de ir para uma sessão de estudo com Gert, e ela chama sua irmã adotiva, Molly, que descobriu que ela tem força super e que seus pais têm uma criatura no porão; e Nico chega depois de não entrar em contato com o espírito de Amy em um ritual. A reunião é incomoda, mas eles logo descobrem uma passagem secreta na casa que leva os pais a sacrificar Destiny em um ritual. O flash da câmera de Molly é visto pelos pais.

## Produção

### Desenvolvimento
Marvel's Runaways foi anunciada em agosto de 2016, sendo uma co-produção da Marvel Television, ABC Signature Studios e Fake Empire Productions, com o serviço de streaming Hulu ordenando um episódio piloto e roteiros para uma temporada completa. Josh Schwartz e Stephanie Savage estiveram desenvolvendo a série com a Marvel por um ano antes deste anúncio, e foram definidos para escrever o piloto e showrun a série. Brett Morgen revelou em maio de 2017 que ele havia dirigido o episódio, que mais tarde foi revelado para ser intitulado "Reunion".
Morgen, um cineasta de documentários que "não tem interesse em dirigir televisão episódica", mas é interessado em criar pilotos que estabelecem séries, trabalhou com o Hulu em um piloto chamado When the Streetlights Ir em 2016. Embora esse piloto não tenha sido levado à série devido a preocupações orçamentárias, Hulu ficou impressionado com o trabalho de Morgen e o recomendou a Jeph Loeb da Marvel Television para o piloto de Runaways. Depois de assistir When the Streetlights Ir, Loeb imediatamente chamou Morgen para lhe oferecer a direção do piloto de Runaways.
Brian K. Vaughan, que criou os personagens dos quadrinhos, "prestou um pouco de consultoria no início do desenvolvimento", mas sentiu que a série "encontrou os 'pais adotivos' ideais em Josh Schwartz e Stephanie Savage ... [que] adaptaram adoravelmente [os quadrinhos] em um drama estiloso com uma pegada Los Angeles contemporânea", acrescentando que o piloto parecia "ter saído diretamente das páginas de Adrian Alphona", o artista que trabalhou com Vaughan quando ele criou os personagens.

### Escrita
Schwartz foi um fã do quadrinho Fugitivos por algum tempo, e apresentou ele para Savage, dizendo: "Quando você é adolescente, tudo se sente como a vida e a morte, e as apostas nesta história—realmente pareciam assim". Loeb descreveu a série como o The O.C. do Universo Cinematográfico Marvel, que Schwartz disse significar "tratar os problemas dos adolescentes como se fossem adultos" e tendo a série "se sentindo verdadeira e autêntica na experiência adolescente, mesmo neste contexto elevado". O piloto conta uma história da perspectiva dos Fugitivos, com o próximo episódio, em seguida, mostrando a mesma história da perspectiva dos pais—o Orgulho.

### Escolha do elenco
Em fevereiro de 2017, a Marvel anunciou o elenco dos Fugitivos, com Rhenzy Feliz como Alex Wilder, Lyrica Okano como Nico Minoru, Virginia Gardner como Karolina Dean, Ariela Barer como Gert Yorkes, Gregg Sulkin como Chase Stein e Allegra Acosta como Molly Hernandez. Pouco depois, a Marvel anunciou o elenco do Orgulho, com Ryan Sands como Geoffrey Wilder, Angel Parker como Catherine Wilder, Brittany Ishibashi como Tina Minoru, James Yaegashi como Robert Minoru, Kevin Weisman como Dale Yorkes, Brigid Brannagh como Stacey Yorkes, Annie Wersching como Leslie Dean, Kip Pardue como Frank Dean, James Marsters como Victor Stein e Ever Carradine como Janet Stein.
Guest stars do episódio são Mark Adair-Rios como Walter, Danielle Campbell como Eiffel, Zayne Emory como Brandon, Timothy Granaderos como Lucas, Dinora Walcott como enfermeira, Nicole Wolf como Destiny, Jose Joey Abril pequeno rastejador, Cesar A. Garcia as grande rastejador, Soraya Kelly como paroquiano, Pat Lentz como Aura, Heather Alt como Francis, Archana Rajan como Megan, Matthew Salisbury como motorista da Lyft, Ric Sarabia como figura decrépita, Evan Seidlitz como Urso Peludo, Robert van Guelpen como cliente e Amy Waller como Lisbeth.

### Filmagens
As filmagens do episódio começaram em 10 de fevereiro de 2017, em Los Angeles, sob o título de produção Rugrats e concluiram em 3 de março. Morgen disse não ser "um cara da Marvel", mas achou que o episódio seria um desafio interessante. Ele disse: "Não foi um esticão para eu descobrir que eles queriam que eu trouxesse um nível de autenticidade para a série e trazer uma certa sensação de gravidade e gravitas cinematográficas". Morgen foi escolhido gratuitamente pela Marvel e Hulu para estabelecer o olhar da série, e procurou diferenciar entre o mundo dos Fugitivos e o do Orgulho; Morgen usou mais técnicas manuais para os Fugitivos para dar-lhes "edge e grift", enquanto ele tentava criar "algo para brincar estilisticamente e visualmente" para os pais que poderia ser explorado mais pelo avançar da série.

## Lançamento
"Reunion" estreou no Hulu nos Estados Unidos em 21 de novembro de 2017. O episódio também foi transmitido nos Estados Unidos na Freeform em 2 de agosto de 2018, após a exibição do final da primeira temporada de Cloak & Dagger; a exibição foi parte de uma parceria de marketing da Freeform com o Hulu. A exibição recebeu 231.000 espectadores ao vivo.

### Marketing
Os membros do elenco e Schwartz e Savage apareceram no New York Comic Con 2017 para promover a série, onde "Reunion" foi exibido. A série teve sua estreia no tapete vermelho no Regency Bruin Theatre em Westwood, Los Angeles em 16 de novembro de 2017.